# Sciara zygocera
Sciara zygocera är en tvåvingeart som beskrevs av Edwards 1933. Sciara zygocera ingår i släktet Sciara och familjen sorgmyggor. Inga underarter finns listade i Catalogue of Life.